# سایاق
سایاق (انگلیسی: Sayaq) یک منطقه مسکونی در قزاقستان است که در استان قراغندی واقع شده‌است.